# Agabus basalis
Agabus basalis är en skalbaggsart som först beskrevs av Friedrich-August von Gebler 1829.  Agabus basalis ingår i släktet Agabus och familjen dykare. Inga underarter finns listade i Catalogue of Life.